# Wspomnienia Wielkopolski to jest województw poznańskiego, kaliskiego i gnieźnieńskiego
Wspomnienia Wielkopolski to jest województw poznańskiego, kaliskiego i gnieźnieńskiego – monografia historyczna autorstwa Edwarda Raczyńskiego.
Dwutomowe dzieło wydane w latach 1842–1843 w poznańskiej drukarni Orędownika Naukowego łączy w sobie cechy naukowej rozprawy z historii regionu (Raczyński opisał historię Wielkopolski od czasu średniowiecza), dziennika z podróży o charakterze osobistym, jak również praktycznego przewodnika zawierającego ciekawostki i legendy regionalne. Wspomnienia zawierają szesnaście rysunków w tekście oraz 66 stalorytów opublikowanych w odrębnej tece. Autorami rycin byli sam Raczyński, jego żona Konstancja, Atanazy (brat autora), a także inni autorzy-amatorzy z kręgu znajomych Edwarda Raczyńskiego, a mianowicie hrabina Józefa Radolińska, Władysław Euzebiusz Kosiński, biskup Anzelm Brodziszewski i Henryk Zabiełło. Na podstawie tych rysunków staloryty zostały przygotowane przez wysokiej klasy sztycharzy: Jiříego Döblera z Pragi, Johanna Passiniego (Austriaka), Augustina François Lemaître’a (Francuza) oraz Johanna Gottfrieda Abrahama Frenzla z Drezna. Teka dodatkowa ma formę ekskluzywnego albumu (tablice były w niej umieszczone luzem). Jest ona pierwszą dokumentację wielkopolskiej architektury i rzeźby. Zawiera pierwsze wizerunki niektórych istotnych dla Polski zabytków, jak np. Drzwi Gnieźnieńskie czy Kodeks Matyldy (potem zaginiony) przedstawiający Matyldę szwabską przekazującą księgę Mieszkowi II.